# 搖擺不定的羅曼蒂克
《搖擺不定的羅曼蒂克》（日语：気まぐれロマンティック）是日本組合生物股長的第12張單曲，於2008年12月3日由Epic Records Japan發行。

## 概要
本作跟前作《Planetarium》相隔1個半月發售，是生物股長在2008年發行的第5張單曲，比組合第3張專輯《My song Your song》發行得早。單曲在初回期間附送「生物卡片013」。
A面曲《搖擺不定的羅曼蒂克》是富士電視台週二晚間九點連續劇《名人與貧乏太郎》的主題曲。B面曲《message》是任天堂DS遊戲《明星樂團大合奏 DX》的廣告歌曲。

## 歌曲列表
| CD   | CD                                | CD       | CD       | CD               | CD   |
| 曲序 | 曲目                              | 词曲     | 编曲     | 弦編曲           | 时长 |
| ---- | --------------------------------- | -------- | -------- | ---------------- | ---- |
| 1.   | 搖擺不定的羅曼蒂克                | 水野良樹 | 江口亮   | クラッシャー木村 | 4:03 |
| 2.   | message                           | 山下穗尊 | 中村太知 | －               | 4:18 |
| 3.   | 搖擺不定的羅曼蒂克 -instrumental- | －       | －       | －               |      |

## 翻唱
島村卯月（CV：大橋彩香）翻唱的版本收錄於專輯「THE IDOLM@STER CINDERELLA MASTER Cute jewelries! 001」。
高木（CV：高橋李依）翻唱的版本採用於電視動畫「擅長捉弄人的高木同學」第1集、第2集與OVA的片尾曲、收錄於專輯「からかい上手の高木さん Cover Song Collection」。
Pastel*Palettes 丸山彩（CV：前島亞美）翻唱的版本收錄於音樂節奏手機遊戲「BanG Dream! 少女樂團派對」。
戌亥床翻唱的版本收錄於專輯「IMAGINATION vol.2」。

## 外部連結
- 生物股長官方網站（日語）
- Sony Music（日語）